# جمهورية زنجبار الشعبية
جمهورية زنجبار الشعبية : هي دولة أفريقية تأسست في عام 1964، تتألف من جزر أرخبيل زنجبار. كانت موجودة لأقل من عام قبل أن تندمج مع تنجانيقا لإنشاء جمهورية تنزانيا المتحدة.

## التاريخ
بعد ثورة زنجبار، أنشأ حزب الأفرو-شيرازي وحزب الأمة مجلسًا ثوريًا ليقوم بدور الحكومة المؤقتة، مع تعيين عبيد كرومي على رأس المجلس كرئيس وعبد الرحمن محمد بابو كوزير للخارجية. وأعيدت تسمية البلد ليصبح جمهورية زنجبار الشعبية؛ وتمثلت أولى الأعمال التي قامت بها الحكومة الجديدة في القضاء بصورة دائمة على السلطان وبحظر الحزب الوطني لزنجبار والحزب الشعبي في زنجبار وبيمبا. وفي محاولة منه لإبعاد نفسه عن جون أوكيلو المتقلب، قام كرومي بتهميشه بهدوء من المشهد السياسي، رغم أنه سمح له بالاحتفاظ بلقب المارشال الميداني الذي منحه لنفسه. ومع ذلك، سرعان ما بدأ ثوار أوكيلو في الانتقام من السكان العرب والآسيويين في أنغوجا، حيث قاموا بالضرب والاغتصاب والاغتيالات والهجمات على الممتلكات. وقال في خطابات إذاعية إنه قتل أو سجن عشرات الآلاف من «الأعداء والعملاء»، لكن التقديرات الفعلية لعدد الوفيات تختلف بشكل كبير، من «المئات» إلى 20,000. بعض الصحف الغربية تعطي أرقامًا من 2000 إلى 4000. قد يتم تضخيم الأرقام الأعلى من خلال البث الخاص لأوكيلو والتقارير المبالغ فيها في بعض وسائل الإعلام الغربية والعربية. تم توثيق اغتيال الأسرى العرب ودفنهم في قبور جماعية من قبل طاقم تصوير إيطالي، يصور من طائرة مروحية، إلى أفريقيا أديو، ويتضمن هذا المسلسل الفيلم الوثيقة المرئية الوحيدة المعروفة عن جرائم القتل. هرب العديد من العرب إلى بر الأمان في عمان، ولكن بأمر من أوكيلو لم يصب أي أوروبي. لم يمتد العنف بعد الثورة إلى بيمبا.
وبحلول 3 فبراير، عادت زنجبار إلى طبيعتها أخيرًا، وكان كرومي قد قُبِل على نطاق واسع من قبل الشعب كرئيس لهم. وقد عاد وجود الشرطة إلى الشوارع، وأعيد فتح المتاجر المنهوبة وسلّم السكان المدنيون أسلحة غير مرخصة. وأعلنت الحكومة الثورية أن سجنائه
ها السياسيين، الذين يبلغ عددهم 500، سيحاكمون أمام محاكم خاصة.ّ شكل أوكيلو قوة الحرية العسكرية، وهي وحدة شبه عسكرية تتكون من مؤيديه، وتقوم بدوريات في الشوارع ونهب الممتلكات العربية.